# Holochroa dissociarius
Holochroa dissociarius är en fjärilsart som beskrevs av George Duryea Hulst 1887. Holochroa dissociarius ingår i släktet Holochroa och familjen mätare. Inga underarter finns listade i Catalogue of Life.